# 이빨개미
이빨개미(Strongylognathus koreanus)는 개미과, 이빨개미속에 속한 곤충이다.

## 분포
이빨개미는 북한 묘향산과 경상남도 사량도에 분포하고 있다.

## 형태
몸 길이는 3mm 정도이며 체색은 황갈색이다. 머리는 정사각형에 가까우며 정수리 중앙은 약간 함몰되어 있다. 더듬이 자루마디는 짧아 머리 길이의 약 0.7배 정도이다.